# Sideritis lurida
Sideritis lurida là một loài thực vật có hoa trong họ Hoa môi. Loài này được J.Gay miêu tả khoa học đầu tiên năm 1929.